# Rémi Oudin
Rémi Oudin (Châlons-en-Champagne, 18 novembre 1996) è un calciatore francese, attaccante del Lecce.

## Caratteristiche tecniche
Ala destra di piede mancino, può agire anche come trequartista o esterno di sinistra o, all'evenienza, come mezzala. Si distingue anche per le sue abilità nel dribbling e nel giocare tra le linee.

## Carriera

### Inizi, Reims e Bordeaux
Originario di Rémering-lès-Puttelange, nel dipartimento della Mosella, inizia a giocare a calcio all'età di dieci anni nell'ASF93, società sportiva di Sarreguemines, con la cui formazione Under-13 disputa vari tornei internazionali. Nel 2008 entra nel settore giovanile del Metz, dove rimane per tre anni. Con il trasferimento del padre a Reims, il giovane Rémi entra, nel 2011, nel vivaio dello Stade Reims. Gioca con le compagini Under-17 e Under-19 della squadra della Marna; si segnala in particolar modo nell'annata 2014-2015, realizzando 22 reti e 17 assist e vincendo il titolo nazionale Under-19.
Nel 2015-2016 gioca nella squadra riserve dello Stade Reims, realizzando 19 reti in 24 partite di Championnat National 3, la quinta divisione francese. Nel febbraio 2016 firma il suo primo contratto professionistico, un triennale con decorrenza dal luglio successivo. Esordisce con la prima squadra dello Stade Reims il 13 agosto 2016, nel pareggio esterno contro il Valenciennes. Disputa due buone stagioni in Ligue 2 e ottiene la promozione nella massima serie; il 5 luglio 2018 rinnova il contratto fino al 2021. Con lo Stade Reims disputa anche due campionati di massima serie.
Il 10 gennaio 2020 viene acquistato dal Bordeaux per 10 milioni di euro. Segna il suo primo gol con i girondini l'8 febbraio seguente, nella partita di Ligue 1 vinta per 2-1 contro il Metz.

### Lecce e prestito alla Sampdoria
Il 31 agosto 2022 passa a titolo temporaneo al Lecce. Debutta in Serie A cinque giorni dopo, nella sconfitta esterna per 1-0 contro il Torino. Il 12 maggio 2023 realizza le prime reti nel campionato italiano, firmando una doppietta - la prima stagionale per un giocatore del Lecce - nella sfida pareggiata (2-2) sul campo della Lazio.
Il 28 agosto 2023 viene prelevato dal Lecce a titolo definitivo.
Il 24 gennaio 2025, dopo essere finito ai margini della rosa con l'arrivo di Marco Giampaolo sulla panchina dei salentini, viene ceduto in prestito alla Sampdoria. Debutta in Serie B l'indomani, nel pareggio per 2-2 in casa del Mantova. Il 16 marzo segna la sua prima rete con i blucerchiati, firmando il definitivo pareggio in rimonta per 2-2 in casa della Reggiana.

## Statistiche

### Presenze e reti nei club
Statistiche aggiornate al 13 maggio 2025.
| Stagione            | Squadra            | Campionato         | Campionato | Campionato | Coppe nazionali | Coppe nazionali | Coppe nazionali | Coppe continentali | Coppe continentali | Coppe continentali | Altre coppe | Altre coppe | Altre coppe | Totale | Totale |
| Stagione            | Squadra            | Comp               | Pres       | Reti       | Comp            | Pres            | Reti            | Comp               | Pres               | Reti               | Comp        | Pres        | Reti        | Pres   | Reti   |
| ------------------- | ------------------ | ------------------ | ---------- | ---------- | --------------- | --------------- | --------------- | ------------------ | ------------------ | ------------------ | ----------- | ----------- | ----------- | ------ | ------ |
| 2016-2017           | Stade Reims        | L2                 | 24         | 4          | CF+CdL          | 2+1             | 1+0             | -                  | -                  | -                  | -           | -           | -           | 27     | 5      |
| 2017-2018           | Stade Reims        | L2                 | 24         | 7          | CF+CdL          | 2+1             | 1+0             | -                  | -                  | -                  | -           | -           | -           | 27     | 8      |
| 2018-2019           | Stade Reims        | L1                 | 37         | 10         | CF+CdL          | 2+1             | 2+0             | -                  | -                  | -                  | -           | -           | -           | 40     | 12     |
| 2019-gen. 2020      | Stade Reims        | L1                 | 18         | 3          | CF+CdL          | 1+2             | 0               | -                  | -                  | -                  | -           | -           | -           | 21     | 3      |
| Totale Stade Reims  | Totale Stade Reims | Totale Stade Reims | 103        | 24         |                 | 12              | 4               |                    | -                  | -                  |             | -           | -           | 115    | 28     |
| gen.-giu. 2020      | Bordeaux           | L1                 | 8          | 1          | CF              | 1               | 0               | -                  | -                  | -                  | -           | -           | -           | 9      | 1      |
| 2020-2021           | Bordeaux           | L1                 | 38         | 4          | CF              | 1               | 0               | -                  | -                  | -                  | -           | -           | -           | 39     | 4      |
| 2021-2022           | Bordeaux           | L1                 | 33         | 4          | CF              | 0               | 0               | -                  | -                  | -                  | -           | -           | -           | 33     | 4      |
| Totale Bordeaux     | Totale Bordeaux    | Totale Bordeaux    | 79         | 9          |                 | 2               | 0               |                    | -                  | -                  |             | -           | -           | 81     | 9      |
| 2022-2023           | Lecce              | A                  | 31         | 3          | CI              | -               | -               | -                  | -                  | -                  | -           | -           | -           | 31     | 3      |
| 2023-2024           | Lecce              | A                  | 31         | 3          | CI              | 1               | 0               | -                  | -                  | -                  | -           | -           | -           | 32     | 3      |
| ago. 2024-gen. 2025 | Lecce              | A                  | 11         | 0          | CI              | 2               | 0               | -                  | -                  | -                  | -           | -           | -           | 13     | 0      |
| Totale Lecce        | Totale Lecce       | Totale Lecce       | 73         | 6          |                 | 3               | 0               |                    | -                  | -                  |             | -           | -           | 76     | 6      |
| gen.-giu. 2025      | Sampdoria          | B                  | 13         | 1          | CI              | -               | -               | -                  | -                  | -                  | -           | -           | -           | 13     | 1      |
| Totale carriera     | Totale carriera    | Totale carriera    | 268        | 40         |                 | 17              | 4               |                    | -                  | -                  |             | -           | -           | 285    | 44     |

## Palmarès

### Club

#### Competizioni nazionali
- Campionato francese di seconda divisione: 1

Stade Reims: 2017-2018